# Combertus Pieter Cohen-Stuart
Combertus Pieter Cohen-Stuart ( 4 de noviembre de 1889 - 9 de julio de 1945 ) fue un botánico neerlandés . Trabajó extensamente en Buitenzorg (hoy Bogor), siendo biólogo adjunto al Jardín Botánico de Bogor.

## Algunas publicaciones
- 1918. "A Basis for Tea Selection". En Bulletin du Jardin Botanique
- La abreviatura «Cohen-Stuart» se emplea para indicar a Combertus Pieter Cohen-Stuart como autoridad en la descripción y clasificación científica de los vegetales.[1]